# 地牛
地牛，是閩臺民間傳說中棲息於地底下的巨牛，也是發生地震的源頭。

## 傳說與民俗
在福州的民間普遍說法認為：「地下有一隻地牛擔著土地，這邊肩膀挑累了，換一邊肩膀」，因此地震在福州被稱作「地牛轉肩」。同時在傳統的福州俗語話中，也有講「雞上瓦，貓鑽洞，地牛拆厝弄」以及「井水變甜，地牛轉肩」，這些俗語話，是福州人根據平常生活的經驗，總結出對於地震可能的前兆，並將這些前兆視為「地牛」活動的蹤跡。在寧德福安被稱作「地牛轉身」（福安方言志記載是「地牛轉世」）。但在台灣比較普遍的說法認為，地牛在地底下睡覺，每當牠翻身或是因為身體發癢而搔癢時，就會引發地震。同時也在台灣也經常被稱作「地牛翻身」或「地牛聳毛」。而民間也衍生許多如打地牛、學牛的叫聲等安撫地牛的民俗，在921大地震後，竹山當地藝文協會也曾在連興宮媽祖廟前舉辦打地牛儀式；而在綠島另有說法認為地牛不止一隻，而地震是因為地牛互相打鬥而引起的，所以居民會拿金屬製的臉盆敲打以分開牠們。
傳說中，位於台南市東山區水雲村的牛肉崎就是地牛棲息的位置，而1906年嘉義梅仔坑大地震時，也有人聲稱在山上地裂開的地方發現一條巨大的牛尾巴，認為是地牛的牛尾。

## 現代研究
雖然地牛很像是漢人帶來的傳說，但研究指出，中國的傳說中有關地震的記載幾乎都跟地牛無關（与鰲魚有關），相較之下，許多台灣原住民族卻都有與地牛相關的地震傳說，如賽夏族、鄒族（稱地牛為「哇茲姆」）、布農族、南勢阿美族、賽德克族、卑南族、部分平埔族等；而相近的金門地區、或是清領時期漢人對地震的記載中，卻只有如「地生牛毛（或豬毛）」等記載，因此現在的地牛傳說最早很有可能是源自原住民，漢人來到台灣後逐漸和原住民文化混合而成的結果。

## 其他傳說
在台灣的其他原住民傳說中，也有其他與地牛類似、但動物不同的地震傳說，如泰雅族認為地震是地底的熊、海中的鹿或鯉魚造成的；也有部分阿美族和巴宰族認為是地底的大山豬（巴宰族稱其為巴魯匝庫）造成的；而布農族除了地牛傳說之外，也有認為地震是巨蟹捕食巨蛇造成的說法，部分說法中那些巨獸除了地震之外、也是洪水的起因，有可能是指隨著地震而來的海嘯或是河道阻塞造成的洪水。
另外，在大衛．萊特對台灣當地人（西拉雅族）的紀錄中也有提到，地震的起因是因為地牛被一隻金雞啄而動起身子的。目前金雞的傳說已經消失，僅剩地牛傳說。

## 外部連結
- 地牛轉肩－榕典｜福州話電子詞典 （页面存档备份，存于）
- 地牛翻身－教育部臺灣台語常用詞辭典 （页面存档备份，存于）